# Дойников Юрій Васильович
Юрій Васильович Дойников (нар. 21 лютого 1960, Херсон)  — український і російський державний діяч, політик, зрадник. 
Голова так званих «Законодавчих зборів Севастополя» (з 17 березня — 22 вересня 2014 року).

Голова Севастопольської міської ради (з 13 квітня 2010 — 17 березня 2014 року).

## Біографія
Народився 21 лютого 1960 року, м. Херсон. З відзнакою закінчив Севастопольський приладобудівний інститут (1982 р.) за фахом автоматизація і механізація процесів обробки і видачі інформації, отримав кваліфікацію інженер-електрик. Нині навчається в Національній академії державного управління при Президентові України.
З жовтня 1982 р. по жовтень 1986 р. — інженер-математик відділу автоматизованої системи управління виробництвом Севастопольського приладобудівного заводу ім. В. І. Леніна.
З жовтня 1986 р. по грудень 1987 р. — секретар комітету ЛКСМ України Севастопольського приладобудівного заводу ім. В. І. Леніна.
З грудня 1987 р. по червень 1992 р. — заступник начальника виробничо-диспетчерського відділу Севастопольського приладобудівного заводу ім. В. І. Леніна, начальник виробничо-диспетчерського відділу Севастопольського державного приладобудівного заводу «Вітрило».
З червня 1992 р. по липень 1993 р. — начальник відділу приватизації комунальної власності Комітету економіки Севастопольської міської державної адміністрації.
З липня 1993 р. по березень 2008 р. працював на посадах директора, генерального директора промислових підприємств м. Севастополя.
З квітня 2008 р. по вересень 2008 р. — радник голови Севастопольської міської Ради з питань соціально-економічного розвитку і зовнішніх стосунків, що управляє справами виконавчого апарату Севастопольської міської Ради.
З вересня 2008 р. по квітень 2010 р. — заступник голови Севастопольської міської Ради. Член Партії регіонів, заступник голови Севастопольської міської організації Партії регіонів.
З 13 квітня 2010 по 17 березня 2014 року Голова Севастопольської міської ради.
Перейшов на службу до російських окупантів, був головою так званих «Законодавчих зборів Севастополя» (з 17 березня — 22 вересня 2014 року).